# Rodica Dunca
Rodica Dunca född den 16 maj 1965 i Baia Mare, Rumänien, är en rumänsk gymnast.
Hon tog OS-silver i lagmångkampen i samband med de olympiska gymnastiktävlingarna 1980 i Moskva.